# Traffic (hudební skupina)
Traffic byla rocková skupina z Birminghamu v Anglii, založená počátkem roku 1967. Založili ji hudebníci Steve Winwood, Jim Capaldi, Chris Wood a Dave Mason.

## Diskografie

### Studiová alba
- Mr. Fantasy (v USA poprvé jako Heaven Is In Your Mind), 1967
- Traffic, 1968
- Last Exit (strana 2 živě z The Fillmore West Festivalu), 1969
- John Barleycorn Must Die, 1970
- The Low Spark of High Heeled Boys, 1971
- Shoot Out at the Fantasy Factory, 1973
- When the Eagle Flies, 1974
- Far From Home, 1994

### Živá alba
- Welcome to the Canteen, 1971
- On the Road (živé album ze šňůry v Německu), 1973
- Last Great Traffic Jam, 2005